# Parafia Wniebowzięcia Najświętszej Maryi Panny w Lublinie
Parafia Wniebowzięcia Najświętszej Maryi Panny w Lublinie – parafia Kościoła Polskokatolickiego w RP, położona w dekanacie lubelsko-chełmskim diecezji warszawskiej.
Parafia została założona w 1937, ale aż do 1958 nabożeństwa odbywały się w wynajmowanych lokalach, ponieważ władze miejskie nie chciały przydzielić wiernym budynku kościelnego. Dopiero w tym roku przydzielono parafii murowaną kaplicę. W latach 70. XX w. oddano do użytku nową świątynię przy ul. Władysława Kunickiego. W 1952 parafia liczyła 450 wyznawców, w 1954 – 500 wyznawców, w 1956 – 432 wiernych i 578 sympatyków, w 2013 – ok. 250 wiernych, w 2018 – 270 wiernych.
Od 1985 parafia przyznaje własne odznaczenia „Serce dla Serc”. Twórcą tego wyróżnienia, które promuje ludzi i instytucje działające na rzecz innych, był ks. dziek. inf. Bogusław Wołyński, proboszcz parafii polskokatolickiej i działacz ekumeniczny. 
W 2007 parafia obchodziła jubileusz 70-lecia swojego istnienia, z tej okazji wizytował ją w kwietniu tegoż roku abp dr Joris Vercammen – przewodniczący Międzynarodowej Konferencji Biskupów Starokatolickich. 29 czerwca 2007 bp prof. dr hab. Wiktor Wysoczański (w asyście zaproszonego abp. Abla (Popławskiego) z Polskiego Autokefalicznego Kościoła Prawosławnego) dokonał poświęcenia odrestaurowanych organów, będących wotum jubileuszowym społeczności parafialnej, a pochodzących z Krakowa. 
13 grudnia 2008 w świątyni parafialnej odbył się koncert charytatywny chóru diecezji wschodniej Kościoła Adwentystów Dnia Siódmego pod dyrekcją Leszka Czernickiego.
Od 5 października 2011 w świątyni parafialnej są organizowane koncerty muzyki organowej, pomysłodawcą tej inicjatywy jest lubelski organista Marcin Bonik. Na pierwszym koncercie wystąpił prof. Wiktor Łyjak z Warszawy. W 2019 roku w Lublinie odbywała się Międzynarodowa Konferencja Biskupów Starokatolickich.
Msze św. i nabożeństwa celebrowane są w niedzielę o godzinie 8.30 i 11.00 (suma). 
Parafia posiada filialną kaplicę św. Jakuba w Rozkopaczewie.